# Železniční trať Niš–Skopje

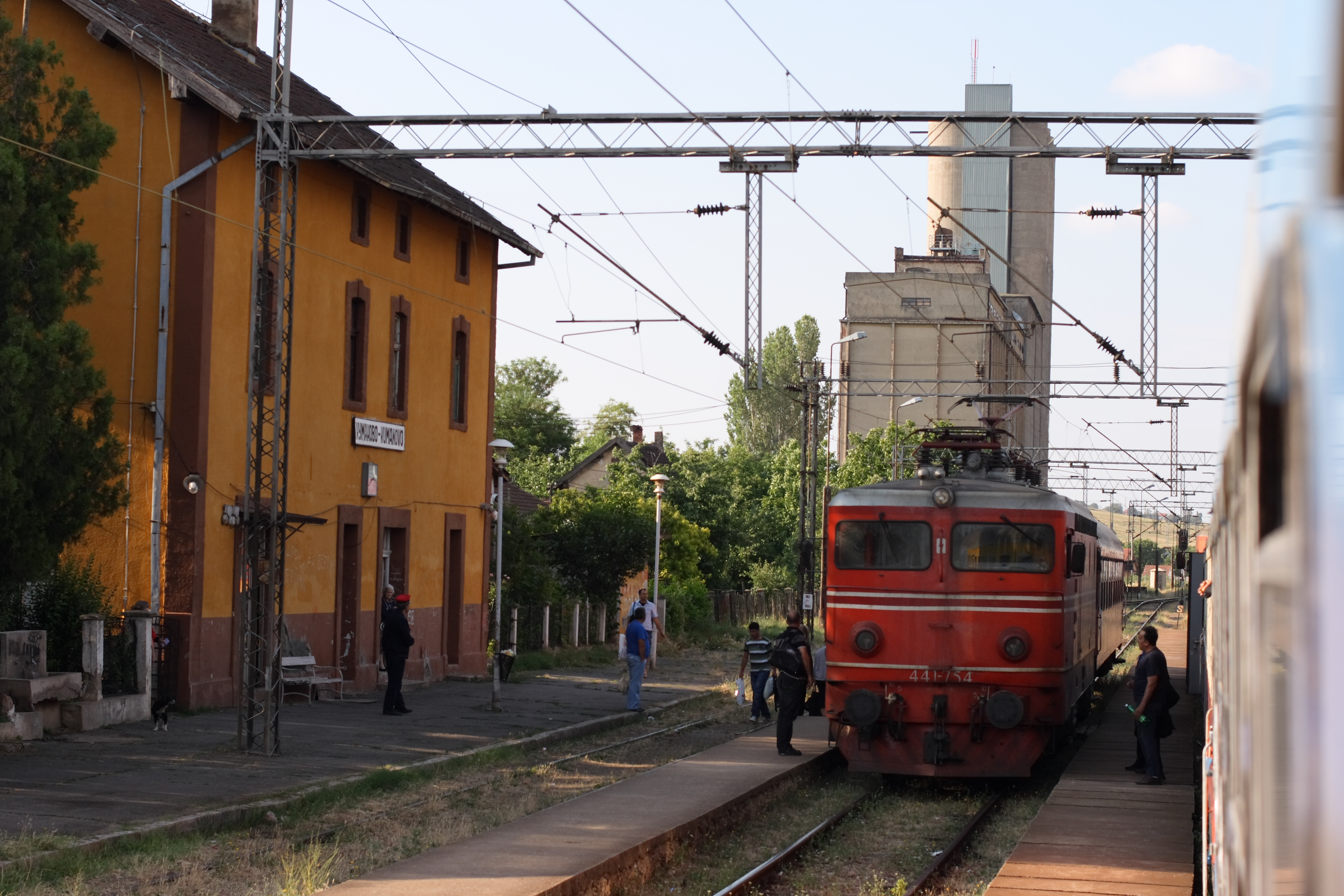
Železniční stanice Kumanovo.

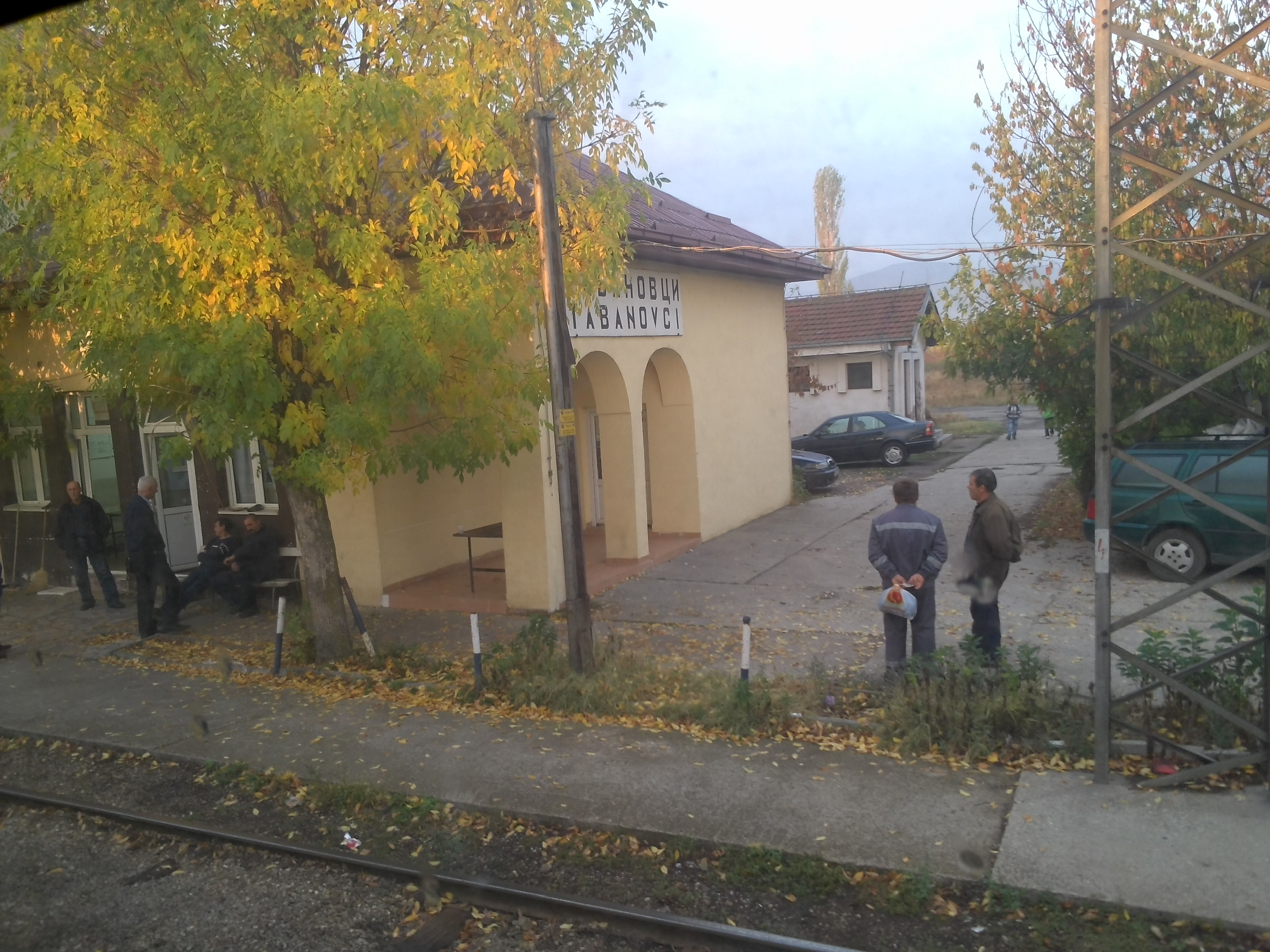
Pohraniční stanice Tabanovce.

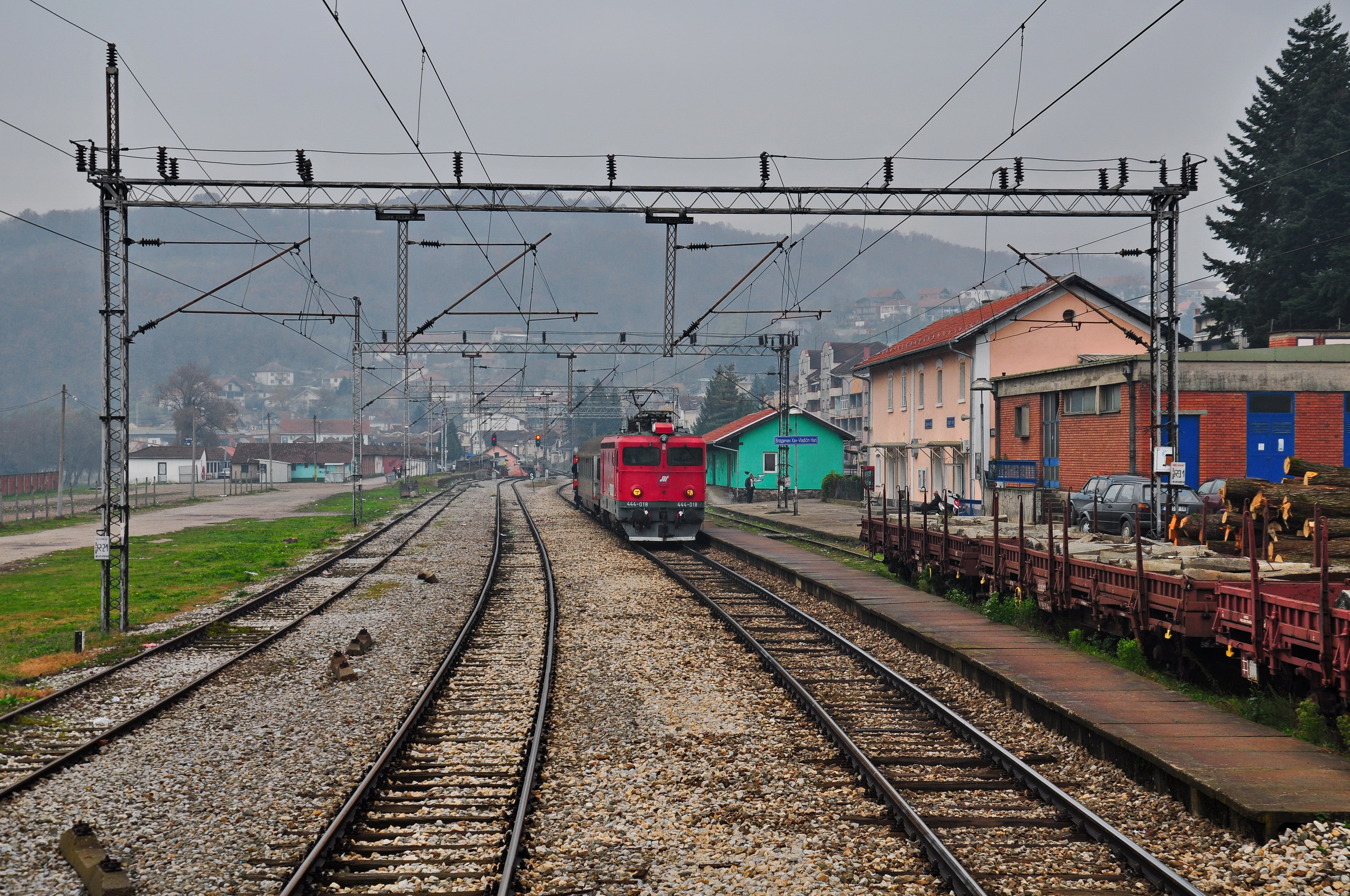
Kolejiště ve stanici Vladičin Han.

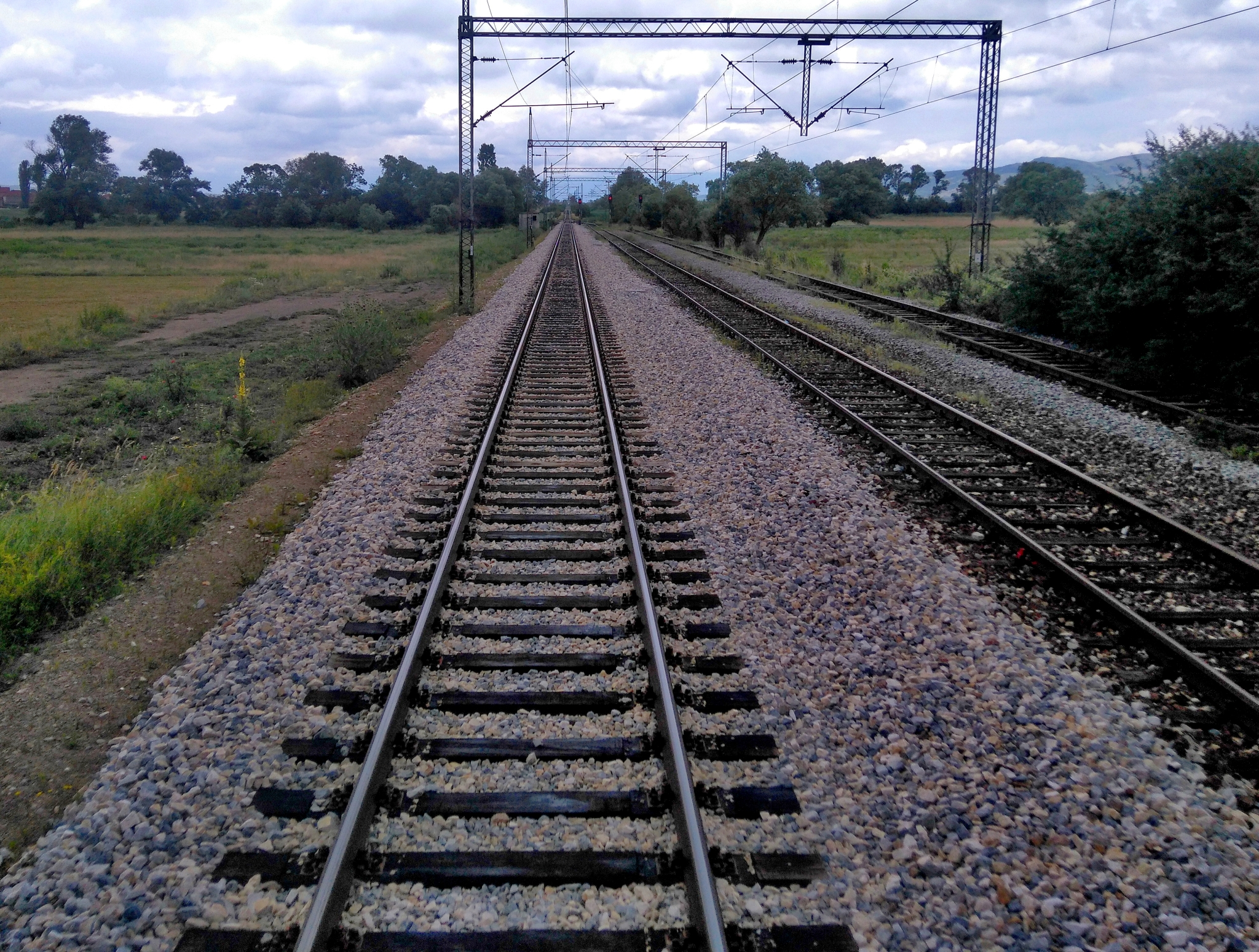
Trať u stanice Bukarevac.

Železniční trať Niš–Skopje (makedonsky Железничка пруга Ниш–Скопје a srbsky Железничка пруга Ниш–Скопље) je mezinárodní jednokolejná elektrizovaná trať, která spojuje Srbsko se Severní Makedonií. Ve své srbské části je evidována pod číslem 90 a v severomakedonské pod č. 80. Na srbské straně je její délka 151 km, na severomakedonské potom 49 km. Celková délka trati činí 200 km.

## Trasa
Trať je vedena severo-jižním směrem. Z města Niš je vedena údolím řeky Jižní Morava směrem k městu Leskovac a později Grdelica. U obce Doljevac se z ní odpojuje trať do Kosova. Vedení trati odpovídá směru již antických a později středověkých obchodních stezek z prostoru dnešního regionu Šumadija do Soluně. V Grdelické soutěsce se nachází řada mostů a tunelů; trať je vedena v bezprostřední blízkosti dálnice A1. Za městem Vladičin Han vstoupuje do širokého otevřeného údolí, kudy pokračuje až k městu Preševu. Tam překonává státní hranici se Severní Makedonií a pokračuje do města Kumanovo. U obce Miladinovci se stáčí směrem na západ a směřuje do Skopje, kde se napojuje na místní železniční uzel.

## Historie
Vznik trati byl jedním ze závěrů Berlínského kongresu. Měla vzniknout do roku 1881. Srbský prarlament schválil zákon o koncesi, který měl umožnit vybrat společnost, která bude trať provozovat. Vzhledem k tomu, že balkánskému království se nedostávalo finančních prostředků, byla realizace trati několik let odkládána, což vedlo k nelibosti Rakousko-Uherska, které mělo v regionu své obchodní zájmy a železnici vnímalo jako nezbytnou dopravní stavbu pro jejich uskutečnění. Srbská strana nakonec ustoupila v polovině 80. let 19. století.
Železniční trať byla budována v 80. letech 19. století, a to po dokončení hlavního spojení mezi Bělehradem a Niší v roce 1883. V době vzniku se jednalo o mezistátní trať, která spojovala Srbské království s Osmanskou říší. Turecká vláda souhlasila formálně s výstavbou spojení v roce 1883, stavební práce probíhaly 5 let a dokončeny byly ze severní strany roku 1887. Z jižní strany byla část trati dokončena o rok později. Státní hranice procházela přes trať u stanice Ristovac v blízkosti města Bujanovac v jižním Srbsku. Po dokončení trati bylo možné přímé spojení Bělehradu se Soluní. Trvalo nicméně dva roky, než bylo přímé spojení ustanoveno a cestující nemuseli přecházet na hraničním přechodu Ristovac/Žbevče a čekat na další vlak směrem do Makedonie.
Během první světové války byla trať těžce zničena. Království Srbů, Chorvatů a Slovinců považovalo za její obnovu za prioritní, a proto byla uskutečněna již v zimě 1918/1919. Obdobně se pracovalo i na tratích až po řeckou hranici.
Po rozpadu Jugoslávie v předvečer druhé světové války byla makedonská část trati spolu s jižním Srbskem zabrána Bulharskem. 
Za druhé světové války byla trať jako strategický cíl předmětem leteckých úderů britského a amerického letectva. Jugoslávští partyzáni zde prováděli různé záškodnické akce, neboť tato trať umožňovala zásobování jednotek v Řecku a dále ve Středomoří.
V letech 1945 až 1991 se jednalo o jednu z hlavních tratí Jugoslávských železnic a o součást páteřního železničního spojení, které směřovalo ze Slovinska přes Bělehrad až do Řecka. V roce 1971 byl vybudován (v souvislosti s přestavbou města Skopje po ničivém zemětřesení) nový železniční uzel ve Skopje. 
V prvním desetiletí 21. století investovala vláda republiky Severní Makedonie finanční prostředky do obnovy úseku trati z Kumanova až po hraniční stanici v obci Tabanovce. Na srbské části trati dosáhlo stáří zabezpečovacího zařízení v roce 2016 padesáti let. 
V 2. dekádě 20. století se trať (spolu s dalšími železničními stavbami na území obou zemí) stala součástí iniciativy Čínské lidové republiky s názvem Nová Hedvábná stezka (Pás a stezka). V rámci toho byly realizovány modernizace a rekonstrukce některých úseků trati. V roce 2020 byla zahájena studie na přestavbu trati na rychlost 200 km/h na úseku Niš–Preševo. Na severomakedonské části je maximální traťová rychlost 120 km/h a i zde je předpokládána komplexní modernizace.

## Kultura
O trati byl v roce 1978 natočen partyzánský film Dvoboj za južnu prugu (v české distribuci Případ Barbarossa), který se zabýval problematikou sabotáže a blokování trati. 

## Stanice
- Niš (nádraží)
- Međurovo
- Belotinac
- Čapljinac
- Malošište
- Doljevac
- Kočane
- Pukovac
- Brestovac
- Lipovica
- Pečenjevce
- Živkovo
- Priboj Leskovački
- Leskovac
- Đorđevo
- Grdelica
- Palojska Rosulja
- Predejane
- Džep
- Momin Kamen
- Vladičin Han
- Suva Morava
- Stubal
- Priboj Vranjski
- Vranjska Banja
- Vranje
- Ristovac
- Bujanovac
- Preševo
- státní hranice Srbsko – Severní Makedonie
- Tabanovce
- Karpoš
- Kumanovo
- Prevoj
- Romanovce
- Agino Selo
- Deljadrovci
- Miladinovci
- Ilinden
- Madžari
- Skopje (nádraží)